# Église Saint-Pierre d'Yssingeaux
Pour les articles homonymes, voir Église Saint-Pierre.
L'église Saint-Pierre d'Yssingeaux est une église de culte catholique érigée au XIXe siècle à Yssingeaux, dans le département de la Haute-Loire. 

## Histoire
L'édifice est reconstruit entre 1819 et 1827, la première pierre posée a été mise le 1er juin 1819 par le préfet de la Haute-Loire Bastard d’Estaing.

## Description
L'orgue date de 1901-1902.

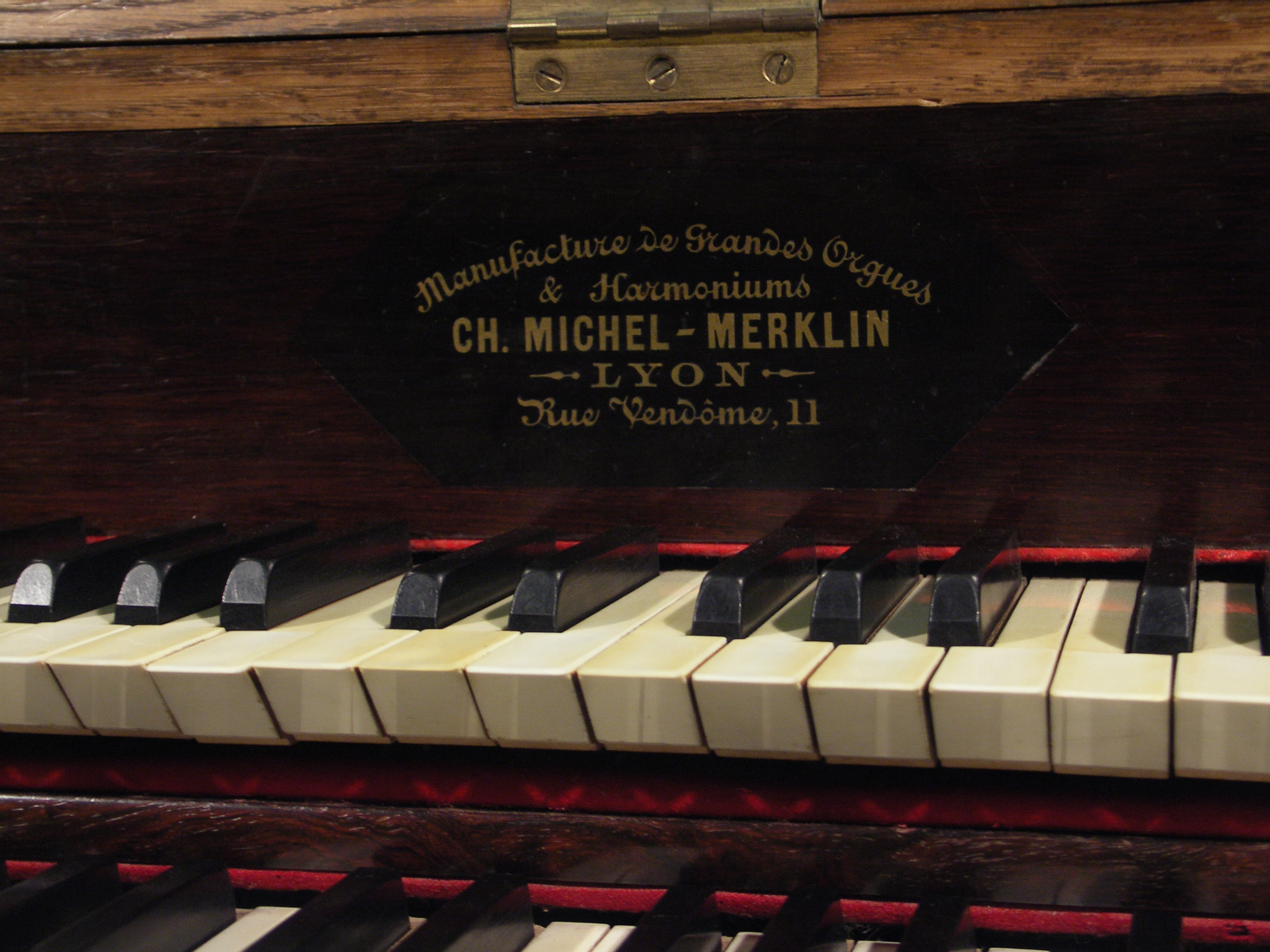
Plaque Ch. Michel - Merklin de la console de l'orgue de l'église Saint-Pierre d'Yssingeaux.